# لوحة زرقاء

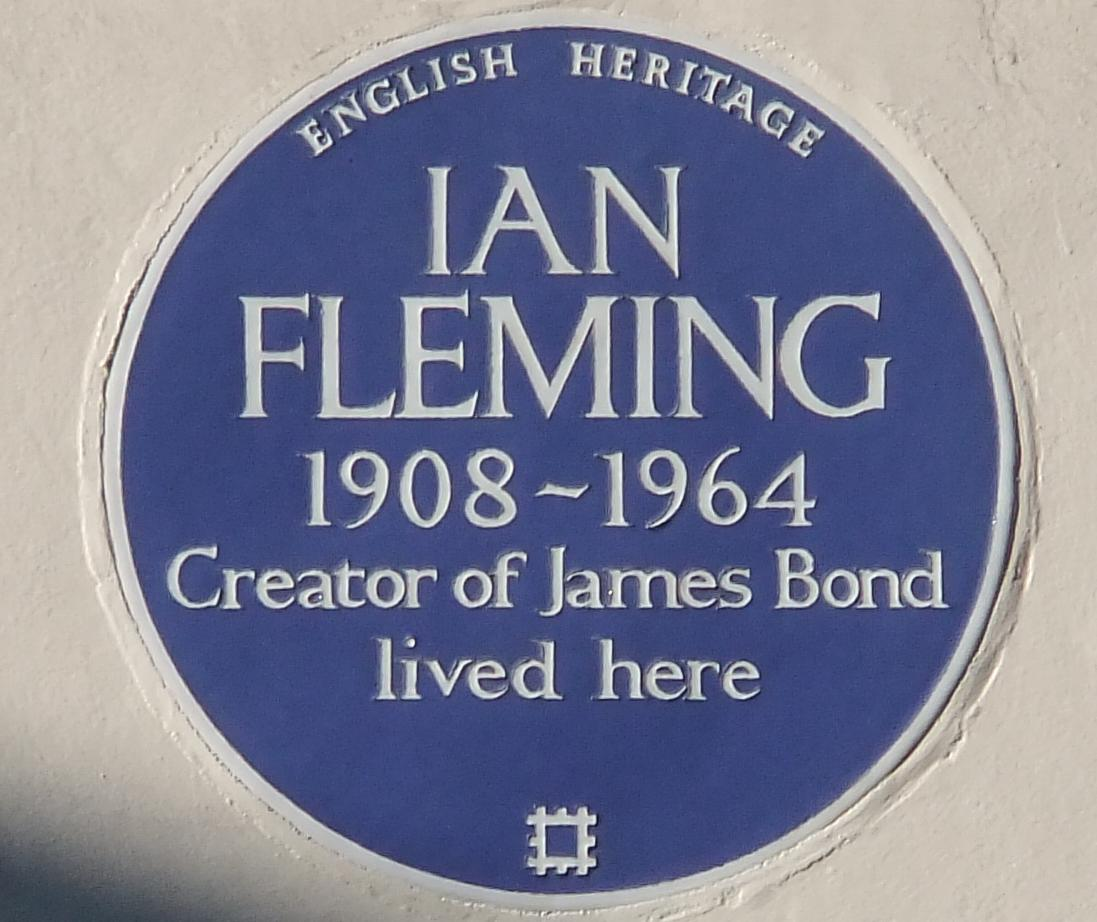
مثال على لوحة زرقاء

اللوحة الزرقاء هي علامة دائمة مثبتة في مكان عام في المملكة المتحدة وأماكن أخرى لإحياء ذكرى ارتباط هذا الموقع بشخص مشهور أو حدث أو مبنى سابق في الموقع ذاته، وهي بمثابة علامة تاريخية، ويُستخدم هذا المصطلح في المملكة المتحدة بمعنيين مختلفين، إذ يُستخدم على نطاق محدود تحديدًا للإشارة إلى المخطط «الرسمي» الذي تديره مؤسسة التراث الإنجليزي، والمقْتصر حاليًا على المواقع داخل لندن الكبرى، أو يُستخدم استخدامًا أقل رسمية ليشمل عددًا من المخططات المماثلة التي تديرها منظمات أخرى في جميع أنحاء المملكة المتحدة.
تعود أصول المخطط الرسمي إلى ما أُطلق عام 1866 في لندن، بمبادرة من السياسي ويليام إيوارت، لتمييز منازل وأماكن عمل المشاهير. وقد أدارته الجمعية الملكية للفنون (1866-1901)، ومجلس مقاطعة لندن (1901-1965)، ومجلس لندن الكبرى (1965-1986) وهيئة التراث الإنجليزي (1986 إلى الآن). لا يزال يركز على لندن، التي تُعرف الآن باسم لندن الكبرى، مع أنه بين عامي 1998 و2005 توقف في ظل البرنامج التجريبي، إلا أنهم نصبوا 34 لوحة في مواقع أخرى في إنجلترا. وهو أول مخطط من نوعه في العالم، وقدم الإلهام وكان نموذجًا للعديد من المخططات الأخرى.
منذ ذلك الحين بدأ العديد من مخططات اللوحات الأخرى في المملكة المتحدة. يقتصر بعضها على منطقة جغرافية محددة، والبعض الآخر على مناسبة تاريخية معينة. وتديرها مجموعة من الهيئات متضمنةً السلطات المحلية، والجمعيات المدنية، وجمعيات السكان والمنظمات الأخرى مثل ترانسبورت تراست، والجمعية الملكية للكيمياء، ونقابة قاعة الموسيقى في بريطانيا العظمى وأمريكا، ومركز الدراسات الأثرية والجمعية الكوميدية البريطانية. تتضمن اللوحات مجموعة متنوعة من التصميمات والأشكال والمواد والألوان: بعضها أزرق والبعض الآخر لا. ومع ذلك، غالبًا ما يُستخدم مصطلح «اللوحة الزرقاء» استخدامًا غير رسمي ليشمل كل هذه المخططات.
توجد أيضًا مخططات للوحة تذكارية في جميع أنحاء العالم، كما في باريس وروما وأوسلو ودبلن، وفي مدن أخرى في أستراليا وكندا والفلبين وروسيا والولايات المتحدة. تتخذ هذه اللوحات أشكالًا مختلفة، ومن المرجح أن تُعرف باسم اللوحات التذكارية أو العلامات التاريخية.

## المملكة المتحدة

### مخطط هيئة التراث الإنجليزي
أنشأ مخطط اللوحة الزرقاء الأصلي جمعية الفنون سنة 1867، ومنذ 1986 تديره جمعية التراث الإنجليزي. إنه أقدم مخطط من نوعه في العالم. وقد كلف موقع التراث الإنجليزي منذ عام 1984 فرانك أشوورث بصنع اللوحات التي نقشتها زوجته سو في منزلهم في كورنوال.
تُخطط هيئة التراث الإنجليزي لوضع نحو 12 لوحة زرقاء جديدة سنويًا في لندن. 

#### التاريخ
بعد أن صممه السياسي ويليام إيوارت سنة 1863، بدأ المخطط سنة 1866 إيوارت وهنري كول وجمعية الفنون، الجمعية الملكية للفنون الآن، التي نصبت اللوحات بأشكال وألوان متنوعة.   
كُشف عن اللوحة الأولى سنة 1867 لإحياء ذكرى اللورد بايرون في مسقط رأسه، شارع 24 هوليز، ساحة كافنديش. وقد هُدَم هذا المنزل عام 1889. وهي أول لوحة زرقاء ما زالت موجودة إلى الآن، وضعت أيضًا لوحة سنة 1867 تخلد ذكرى نابليون الثالث في شارع كينج ستريت، سانت جيمس. وكانت لوحة بايرون زرقاء، ولكن غيرت الشركة المصنعة مينتون هولنيس اللون إلى بني داكن توفيرًا للمال.
عمومًا وضعت جمعية الفنون 35 لوحة، أقل من نصفها باق إلى اليوم. سنة 1876، نصبت الجمعية لوحة واحدة فقط في لندن، هي الخاصة بصمويل جونسون في منزله في ساحة غوف، أما سنة 1879، اتفق على أن تكون شركة مدينة لندن مسؤولة عن إقامة اللوحات داخل المدينة على أن يُعترف باستقلالها القضائي. وظل هذا الترسيم قائمًا منذ ذلك الحين.
سنة 1901، تولى مجلس مقاطعة لندن مشروع جمعية الفنون، وأعطى العديد من الأفكار للتصميم المستقبلي للوحات. وقرر في النهاية الحفاظ على الشكل والتصميم الأساسي للوحات الجمعية، مع جعل الأزرق لونًا موحدًا، واستخدموا إكليلًا من الغار وعنوان مجلس مقاطعة لندن. رغم استمرار استخدام هذا التصميم 1903 - 1938، حدثت بعض التجارب في عشرينيات القرن الماضي، وصُنعت اللوحات من البرونز والحجر والرصاص، وتنوعت في الشكل واللون.
سنة 1921، نُقّح تصميم اللوحة الزرقاء الأكثر شيوعًا، إذ وُجد أن الخزف الحجري في رويال دلتون المزجج أرخص من الألواح الحجرية المستخدمة سابقًا. وسنة 1938، أعدّ تصميم جديد للوحة طالب لم يذكر اسمه في المدرسة المركزية للفنون والحرف التابعة لمجلس مقاطعة لندن ووافقت عليه اللجنة. وقد تجاهلت العناصر الزخرفية لتصميمات اللوحات السابقة، وسمحت بتباعد الحروف وتوسيعها بشكل أفضل. وأُضيفَ إطار أبيض إلى التصميم بعد فترة وجيزة، وظل هو المعيار منذ تلك الفترة. ولم تنصب أي لوحات بين عامي 1915 و1919، أو بين عامي 1940 و1947، بسبب الحربين العالميتين. وأضفى مجلس مقاطعة لندن طابعًا رسميًا على معايير الاختيار سنة 1954.
عندما أُلغي مجلس مقاطعة لندن سنة 1965، استحوذ مجلس لندن الكبرى على المخطط. وتغيرت مبادئ المخطط قليلًا، لكنها تُطبق الآن بالكامل على المقاطعة الإدارية الأكبر في لندن الكبرى. وكان مجلس لندن الكبرى حريصًا أيضًا على توسيع نطاق الاحتفال بالذكرى. وأقام مجلس لندن الكبرى 252 لوحة، من ضمنها سيلفيا بانكهورست، وصموئيل كولردج تيلور، وماري سيكول.
سنة 1986، حُل مجلس لندن الكبرى ونُقل مخطط اللوحات الزرقاء إلى التراث الإنجليزي. نصبت هيئة التراث الإنجليزي أكثر من 300 لوحة في لندن.
في يناير 2013 علقت مؤسسة هيئة التراث الإنجليزي نماذج اللوحات المقترحة بسبب خفض التمويل. وصرح رئيس مجلس إدارة الصندوق الوطني أن منظمته قد تتدخل لإنقاذ المخطط. أعادت هيئة التراث الإنجليزي إطلاق البرنامج في يونيو 2014 بتمويل خاص، متضمنًا دعم نادي المانحين الجدد، ونادي اللوحات الزرقاء والمطور العقاري دايفد بيلر، واستقال عضوان من اللجنة الاستشارية، البروفيسور ديفيد إدجرتون والمؤلف والناقد جيليان دارلي بسبب هذا التحول، وكانا قلقين من أن المخطط قد «يُقلص إلى أداة تسويقية للتراث الإنجليزي».